# Daniel Schinasi
Daniel Schinasi (Alessandria d'Egitto, 17 maggio 1933 – Nizza, 12 aprile 2021) è stato un pittore italiano, fondatore del cosiddetto "movimento Neofuturista".

## Biografia

### Primi anni
Nasce nel 1933 ad Alessandria d'Egitto da famiglia livornese di origine sefardita. Nel 1953 frequenta i corsi all"Accademia Silvio Bicchi. Esegue alcuni disegni da Tintoretto, Leonardo e Michelangelo.Vive tra Alessandria e Il Cairo, studiando all'istituto commerciale salesiano Don Bosco, e iniziando a dipingere in casa di Edwin Mecher. Nel 1956 lascia l'Egitto durante la crisi di Suez e arriva in Italia, a Livorno, dove nel 1958 espone le sue prime opere. Nel 1960 inaugura la prima mostra a Bottega d'Arte di Livorno. Nel 1961 apre il Corso dell'Artista a Pisa. Nel 1962 fonda con Paolo Luca Donati " Il Gruppo Oggi ". Nel 1963 progetta un Manifesto per l'ONU dedicato alla Pace.
Pendolare sulla linea ferroviaria Antignano-Pontedera, esegue un gran numero di disegni, coltivando ancora la sua passione per l'arte rinascimentale e per autori come Vincent van Gogh e Paul Gauguin. Sarà fortemente influenzato anche da Franz Marc.

### Gli anni '60 e la nascita del Neofuturismo
Gli anni '60 lo vedono molto impegnato, apre gallerie d'arte e inizia a dipingere le prime tele Neofuturiste. Il rifiuto degli eccessi Futuristi, e una visione più ottimista e focalizzata alla pace e all'uguaglianza tra gli uomini lo portano a pensare ad un nuovo movimento che possa esprimere la sua arte. Conosce De Chirico e Carlo Carrà, finisce due grandi tele, il "Giudizio universale" e "lo sport". Sposa alla sinagoga di Livorno, nel 1964, una giovane studentessa, Manuela Natalini detta "Yasmine". Qualche anno dopo, nel 1967 si trasferisce a Parigi, conosce personaggi importanti come Oscar Ghez, fondatore del Musée du Petit Palais, Jeanne Fort, moglie di Gino Severini  e Sonia Delaunay.  Nel 1970 nasce la sua prima figlia, Sarah; Schinasi lascia Parigi per Milano, e lì fonda il movimento Neofuturista.

### Il Manifesto e le opere
La sua carriera continua, diverse mostre lo vedranno protagonista sia in Francia che in Italia. Schinasi porterà avanti il suo manifesto Neofuturista (1987 Parigi, 1988 Londra) aiutato dal Prof. Vincenzo Marotta. L'arte veste una funzione ideologica ed educativa, il dinamismo classico del Futurismo ora punta, attraverso una ricostruzione delle forme, ad un rinnovamento globale dell'uomo e del suo ambiente, sempre più schiacciato del consumismo. Il suo impegno per la memoria, per il "non dimenticare", lo porteranno a dipingere spesso il tema dell'olocausto e problematiche riguardanti il popolo ebraico. Teatro e musica (soprattutto il jazz) influenzeranno numerose sue opere, come pure il treno, protagonista nella sua gioventù, lo porterà a realizzare diversi pannelli sparsi in molte stazioni italiane e francesi: Cecina, Pisa, Nizza (uno dei due pannelli è stato spostato nel municipio di Cascina), Grosseto. Dal 1970 realizza murali e pitture di grandi dimensioni nella Sala Corse della Tenuta di San Rossore Pisa, dove ha realizzato anche altre opere, un pannello per l'Ingresso della Clinica Ortopedica dell'Ospedale, l'Aula Magna della Facoltà di Ingegneria e la Sala del Consiglio della Facoltà di Ingegneria Aerospaziale. In Austria, a Graz, dipinge il muro esterno della prigione di Stato, in Israele un trittico nella hall della New Israeli Opera di Tel Aviv, nel 2004 in Svizzera a Uznach un pannello per l'ingresso della Streuli Farmaceutica. Sempre nel 2004 si inaugura la mostra "L'Ebraismo attraverso l'ottica di un artista contemporaneo" a lui dedicata presso il rettorato dell'Università di Pisa. Nel 2006 dipinge a Cascina un'opera di 7 pannelli per il salone dei Maestri della Mostra Permanente del Mobilio, nel 2007 presenta una personale all'Istituto Italiano di Cultura di Madrid dal titolo: " Il Ritorno del sefardita", nel 2008 presenta una personale a Casa d'Italia, nel 2009 a Pisa espone al Giardino Botanico, al Teatro Verdi,a Torino nella "Sala Rossa" del Comune e alla rinomata Galleria Laura Rocca. Nel 2010 espone a Castiglioncello all Galleria In Villa dove incontra dopo tanti lo scrittore Gillo Dorfles. Nel 2011 espone a Nizza al centro Elie Wiesel una personale dal titolo: " Dalle Tenebre alla Luce ".Ha esposto dal 1955 in numerose città, a Livorno, Parigi, Firenze, Ginevra, Napoli, Torino, Milano, Castagneto Carducci, Neuchâtel, Zurigo, Angers, Tel Aviv, Gerusalemme, Haifa, Venezia, Montecarlo e sulla Costa Azzurra. Nel gennaio 2012 in occasione della Giornata Memoria presenta al Senato spagnolo il trittico "Il massacro degli innocenti" alla presenza del presidente della camera alta Pio Garcia Escudero e del direttore di casa Sefarad-Israel, Alvaro Albacete, ambasciatore in missione speciale per i rapporti fra la Spagna e le comunità ebraiche. Nel 2014 viene ospitato all'Istituto Italiano di Cultura a Tirana e contestualmente anche alla Galleria Nazionale d'Albania (Galeria Kombëtare e Arteve).

### Gli anni '90
Dal 1986 al 1994 riapre il suo studio a Parigi, per poi trasferirsi a Nizza, dove prevalentemente vivrà fino alla morte nonostante i soggiorni in Toscana e a Madrid. Nel 2000 conosce André Villers, fotografo di Picasso, che realizza numerosi ritratti di Schinasi, a cui ne fa dono. Nel 2008 viene girato nel suo studio in Toscana un documentario di 49 minuti dal titolo:" Viaggio in Toscana" durante la realizzazione del Polittico:" La famiglia del calzolaio ebreo dello Sthetel "; tra il 2009 e il 2010 i registi Oliviero Olmi e Giuseppe La Rosa realizzano un documentario sulla vita dell'artista: " L'Ebreo d'Alessandria ". Ha esposto il trittico:" La Famiglia del calzolaio ebreo dello Stetl" alla Fondazione Piaggio a Pontedera, Pisa.

### Morte
Schinasi muore il 12 aprile 2021 a 87 anni all'ospedale francese di Nizza, dove era ricoverato da qualche tempo per una malattia.

## Critiche al Neofuturismo
In molti criticano il Neofuturismo o altre forme di interpretazione di correnti passate (Neodadaismo o Neo-Dada). Esse vengono accusate di essere sì libere interpretazioni di quelle correnti, ma per lo più sono solo ripetizioni, stanche e prive di originalità, che fanno fare un passo indietro all'arte rispetto all'innovazione che proclamano. Alcuni le collocano sotto l'insieme di Neomanierismo, inteso non come la definizione cinquecentesca di innovatori tormentati e anticlassicisti, ma di elaboratori della "maniera" degli artisti del recente passato, ricercatori del nuovo ad ogni costo, che fanno di ogni cambiamento un'innovazione.

## Pubblicazioni
- Daniel Schinasi, Pittura come storia, cinquant'anni di vita contemporanea, Pontedera, Bandecchi & Vivaldi, 1988.